# 英里
英里（英語：mile）是使用於英國、美國、前英國殖民地和英聯邦國家的長度單位。 1 英里相當於 1760 碼，也等同於 5280 英尺，1959 年相關國家約定。
沒有統一符號，有mi, ml, m, M等用法，美國國家標準技術研究所現在推薦使用mi。

## 使用情況

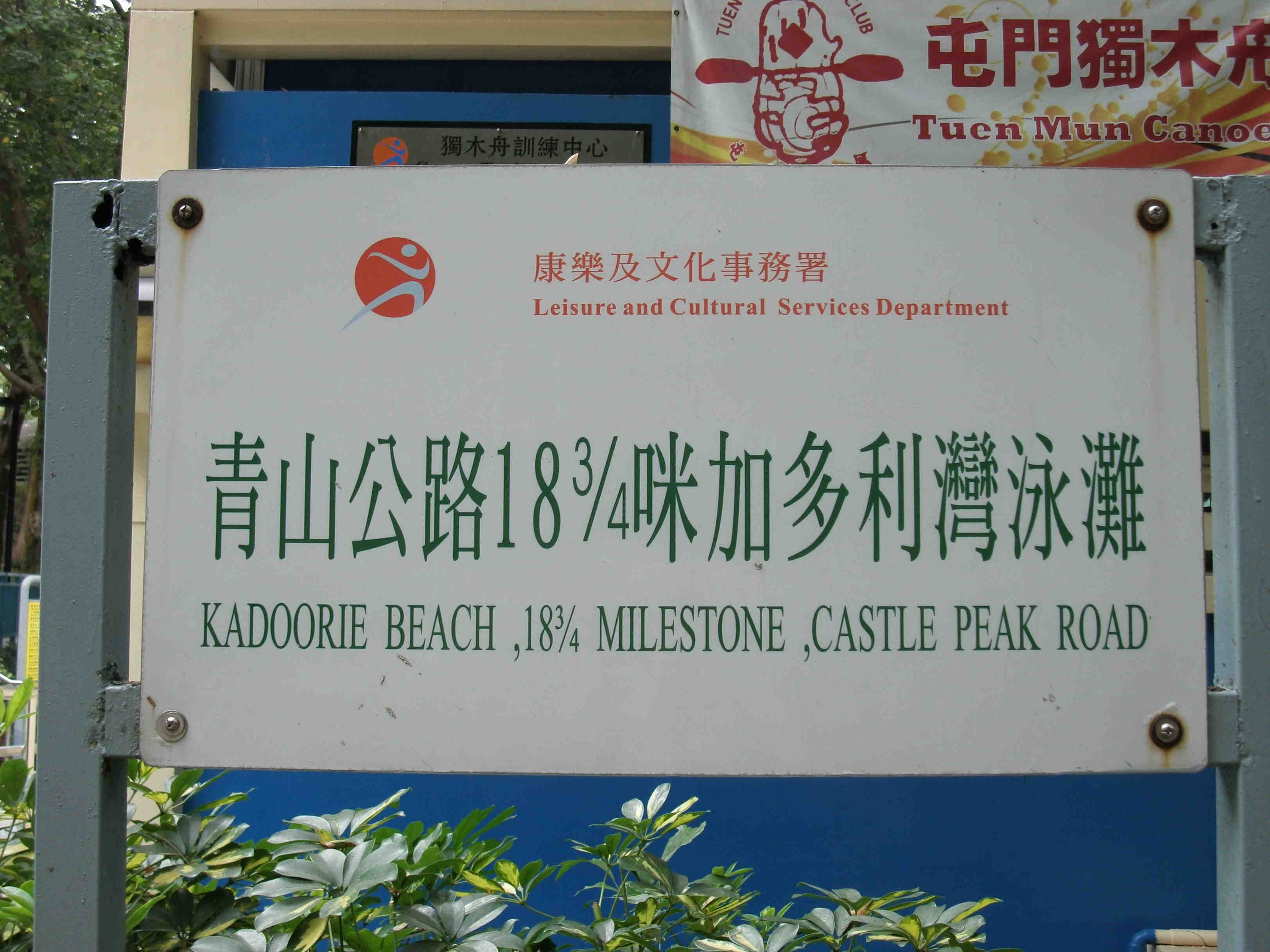
帶「咪」字香港地名

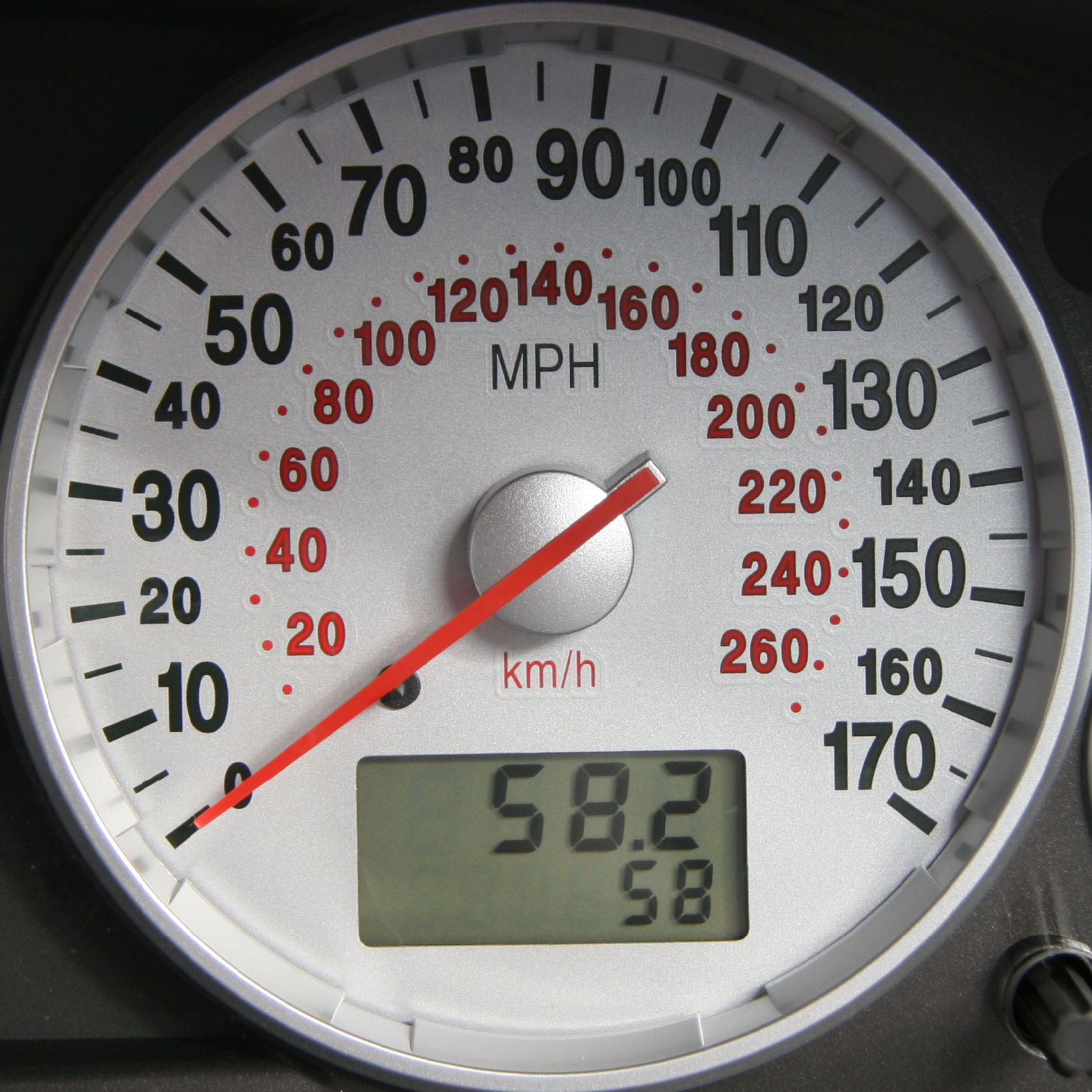
汽車的車速表，黑色數字為每小時英里，紅色數字為每小時公里

在香港，「哩」有時亦寫作「咪」（mile的音譯）。「咪」現在香港已極少用於表示距離，但在少部份地方仍保留作地方名，如「青山公路8咪半」，即路離青山公路起始8英里半的地方。英文名稱在此情況下會寫作milestone（里程碑），如右方圖所示：「18¾ Milestone, Castle Peak Road」。
「哩」在香港日常及台灣翻譯品上仍廣泛使用。中国大陆地区在1977年7月20日，中国文字改革委员会、国家标准计量局联合发出的《关于部份计量单位名称统一用字的通知》规定仅用「英里」，淘汰「哩」。

## 單位換算
1英里 = 1,760 碼 = 5,280 英尺 = 63,360 英寸 = 1.609344 公里